# Joan Laporta
Joan Laporta i Estruch (Barcelona, 29 de junho de 1962) é advogado, político e atual presidente do FC Barcelona, tendo já ocupado o cargo entre 2003 a 2010.
Foi deputado do Parlamento da Catalunha entre 2010 e 2012.
Seu primeiro mandato a frente do Barcelona ficou marcado pela enxurrada de conquistas e títulos: quatro ligas espanholas, duas Copa del Rey, três Supercopa da Espanha, duas Champions League, uma Supercopa da UEFA e um Copa do Mundo de Clubes da FIFA. Com seus elencos contando com figuras como Ronaldinho Gaúcho, Lionel Messi, Josep Guardiola, entre outros. Retornou ao clube, em 2021, sucedendo Josep Maria Bartomeu.

Em 2023 foi indiciado pela justiça espanhola no Caso Negreira.